# Lijst van duurste pretparkattracties
Deze pagina weergeeft diverse lijsten van de duurste pretparkattracties qua bouwkosten.

## Europa
| Positie | Naam                                              | Locatie                  | Prijs                                      | Afbeelding |
| ------- | ------------------------------------------------- | ------------------------ | ------------------------------------------ | ---------- |
| 1       | Ratatouille: L'Aventure Totalement Toquée de Rémy | Walt Disney Studios Park | €200 miljoen                               |            |
| 2       | The Twilight Zone Tower of Terror                 | Walt Disney Studios Park | €180 miljoen                               |            |
| 3       | Star Wars Hyperspace Mountain                     | Disneyland Park          | €81 miljoen ($ 89,7 miljoen)               |            |
| 4       | Monster                                           | Gröna Lund               | ~€42,5 miljoen (450 miljoen Zweedse kroon) |            |
| 5       | Danse Macabre                                     | Efteling                 | €35 miljoen                                |            |
| 5       | Symbolica                                         | Efteling                 | €35 miljoen                                |            |
| 7       | Raveleijn                                         | Efteling                 | €30 miljoen                                |            |
| 8       | Toutatis                                          | Parc Astérix             | €26 miljoen                                |            |
| 8       | Schwur des Kärnan                                 | Hansa-Park               | €26 miljoen                                |            |
| 10      | Voletarium                                        | Europa-Park              | €25 miljoen                                |            |
| 10      | The Smiler                                        | Alton Towers             | €25 miljoen                                |            |
| 10      | Shambhala                                         | PortAventura World       | €25 miljoen                                |            |
| 10      | Arthur                                            | Europa-Park              | €25 miljoen                                |            |
| 10      | Chiapas                                           | Phantasialand            | €25 miljoen                                |            |

Waarschijnlijk zou Red Force, de hoogste en snelste achtbaan van Europa, ook bij de top 10 duurste pretparkattracties van Europa horen. Anno 2024 is echter nog niet bekend hoeveel de bouw van deze achtbaan kostte. 

### België
| Positie | Naam                     | Locatie             | Prijs        | Afbeelding |
| ------- | ------------------------ | ------------------- | ------------ | ---------- |
| 1       | Kondaa                   | Walibi Belgium      | 25 miljoen   |            |
| 2       | The Ride to Happiness    | Plopsaland De Panne | 17,5 miljoen |            |
| 3       | Amazonia                 | Bellewaerde Park    | 9 miljoen    |            |
| 4       | Pulsar                   | Walibi Belgium      | 8,5 miljoen  |            |
| 5       | Wakala                   | Bellewaerde Park    | 7,5 miljoen  |            |
| 6       | Challenge of Tutankhamon | Walibi Belgium      | 6 miljoen    |            |
| 6       | Anubis The Ride          | Plopsaland De Panne | 6 miljoen    |            |
| 8       | The Forbidden Caves      | Bobbejaanland       | 5 miljoen    |            |
| 8       | Typhoon                  | Bobbejaanland       | 5 miljoen    |            |
| 10      | Heidi The Ride           | Plopsaland De Panne | 4,5 miljoen  |            |
| 10      | Dawson Duel              | Bellewaerde Park    | 4,5 miljoen  |            |

Daarnaast hoort Mecalodon van Walibi Belgium zeer waarschijnlijk in deze lijst te staan. Alle aanpassingen in het nieuwe themagebied Dock world kostten rond de €30 miljoen.

### Duitsland
| Positie | Naam                  | Locatie       | Prijs        | Afbeelding |
| ------- | --------------------- | ------------- | ------------ | ---------- |
| 1       | Schwur des Kärnan     | Hansa-Park    | €26 miljoen  |            |
| 2       | Voletarium            | Europa-Park   | €25 miljoen  |            |
| 2       | Arthur                | Europa-Park   | €25 miljoen  |            |
| 2       | Chiapas               | Phantasialand | €25 miljoen  |            |
| 5       | Colossos              | Heide-Park    | €21 miljoen  |            |
| 6       | Black Mamba           | Phantasialand | €20 miljoen  |            |
| 6       | Blue Fire Megacoaster | Europa-Park   | €20 miljoen  |            |
| 8       | Taron                 | Phantasialand | ~€17 miljoen |            |
| 9       | Flug der Dämonen      | Heide-Park    | €15 miljoen  |            |
| 9       | Desert Race           | Heide-Park    | €15 miljoen  |            |

Daarnaast horen de achtbanen F.L.Y. (Phantasialand) en Voltron Nevera zeer waarschijnlijk tot de top 3 duurste attracties van Duitsland. Anno 2025 is van F.L.Y. nog niks van de kosten bekend, en van Voltron is alleen bekend dat deze tussen de 10 en 99 miljoen euro heeft gekost.

### Nederland
| Positie | Naam                   | Locatie        | Prijs       | Afbeelding |
| ------- | ---------------------- | -------------- | ----------- | ---------- |
| 1       | Symbolica              | Efteling       | €35 miljoen |            |
| 1       | Danse Macabre          | Efteling       | €35 miljoen |            |
| 3       | Raveleijn              | Efteling       | €30 miljoen |            |
| 4       | Pandadroom             | Efteling       | €23 miljoen |            |
| 5       | De Vliegende Hollander | Efteling       | €20 miljoen |            |
| 6       | This is Holland        | Amsterdam      | €18 miljoen |            |
| 6       | Baron 1898             | Efteling       | €18 miljoen |            |
| 6       | YOY                    | Walibi Holland | €18 miljoen |            |
| 6       | Lost Gravity           | Walibi Holland | €18 miljoen |            |
| 10      | Aquanura               | Efteling       | €17 miljoen |            |